# A Martinez
Adolfo Larrue Martínez III (nacido el 27 de septiembre de 1948) es un actor y cantante estadounidense con papeles en las telenovelas diurnas Santa Bárbara, General Hospital, One Life to Live, The Bold and the Beautiful y Days of Our Lives; y en las de horario estelar LA Law, Profiler y Longmire.  Sus películas incluyen The Cowboys (1972), Powwow Highway (1989) y Curse of Chucky (2013).
A partir de 2018, Martínez interpreta a “Mayo” en la serie de televisión Queen of the South.

## Temprana edad y educación
Martínez nació Adolfo Larrue Martínez III en Glendale, California. Para distinguirlo de su padre y abuelo, su familia se refiría a él como "A", "Pequeño Adolfo" y "Pequeño A". Con el tiempo, "A" se convirtió en el nombre que usaría profesionalmente. Su origen es mexicano y apache por parte de su padre, y Piegan Blackfeet y del norte de Europa por parte de su madre.
Martínez asistió a la escuela primaria Sunland y Mt. Gleason Junior High School en Sunland / Tujunga, donde jugaba sóftbol juvenil cada verano con los Kiwanis (era un lanzador formidable[cita requerida]) y comenzó a participar en numerosas producciones musicales escolares. Se graduó en la Verdugo Hills High School en Tujunga, Los Ángeles, CA. Durante la escuela secundaria tocó con una banda de rock y participó en el equipo de atletismo.
Después de tener la intención de estudiar ciencias políticas en UCLA, se dedicó a actuar.

## Carrera profesional
Martínez comenzó su carrera profesional a los 12 años como cantante, y ganó un título en una competencia de talentos en el Hollywood Bowl. Jugó en un equipo de béisbol semiprofesional durante cinco temporadas.
Películas
Martínez ha protagonizado largometrajes que incluyen: The Cowboys (1972), Starbird & Sweet William (1973), Once Upon a Scoundrel (1974), Joe Panther (1976), Shoot the Sun Down (1978), The Honorary Consul (1983), Walking the Edge (1985), Powwow Highway (1989), She- Devil (1989), The Cherokee Kid (1996), What's Cooking? (2000), Wind River (2000) y Curse of Chucky (2013).
Televisión
La mayoría de sus papeles actorales han sido en televisión. Tuvo un papel recurrente en “All in the Family” como ayudante en el bar de Archie. En 1973, apareció en el episodio de Hawaii Five-0 "A Bullet for El Diablo". En 1974, apareció en un episodio del breve drama policial de ABC, Nakía.  En 1976, interpretó a un torero novato en el episodio de Columbo, " A Matter of Honor". Martínez apareció como Tranquilino Márquez en tres episodios de la miniserie Centennial en 1979. En 1979 en el episodio "Walk Softly Through the Night"de la serie Quincy.
En 1979, Martínez hizo una aparición en Barney Miller, interpretando a Claudio Ortiz en el episodio de la sexta temporada de "The DNA Story". Regresó en 1981 para representar a Joseph Montoya en el episodio "The Doll". Martínez interpretó a un recolector de uvas en 1982 en Falcon Crest, de CBS; a un nativo americano, 'Low Wolf', en la efímera Born to the Wind; y a un detective de la policía en la serie de 1983-1984 Whiz Kids. De 1984 a 1992 interpretó el papel de Cruz Castillo en la telenovela diurna Santa Bárbara. Martínez también ha trabajado en televisión en horario estelar, incluyendo papeles protagónicos en series como Profiler y L.A. Law.
En septiembre de 2008, Martínez se unió al elenco del drama diurno de ABC One Life to Live en el papel de 'Ray Montez' hasta su salida en junio de 2009.
En febrero de 2011, Martínez apareció en varios episodios del drama diurno de CBS The Bold and the Beautiful como 'Dr. Ramon Montgomery ». Regresó en enero de 2012 para algunos episodios adicionales.
En 2012, consiguió el papel recurrente de 'Jacob Nighthorse' en la serie de televisión Longmire. En julio de 2014, apareció en el programa de televisión de NBC The Night Shift como 'Dr. Landry ', padre de De la Cruz. A finales de 2014, también apareció en Othello en el escenario del Odyssey Theatre en el oeste de Los Ángeles. 
De septiembre de 2015 a 2017, Martínez apareció en el drama diurno de NBC Days of Our Lives como 'Eduardo "Eddie" Hernandez'.

## Vida privada
En 1981, estuvo casado brevemente con la actriz Mare Winningham, quien también participó en The Young Pioneers; se divorciaron más tarde ese mismo año. En 1982 se casó con su actual esposa, Leslie Bryans; tienen un hijo y dos hijas. Se mudó de Malibú a Thousand Oaks, California en 2014.

## Filmografía
- Next Time on Lonny (2014)
- Longmire (2012-2013) - Jacob Nighthorse
- La maldición de Chucky (2013) - Padre Frank
- Belleza y poder (2011-2012) - Dr. Ramon Montgomery
- One Life to Live (2008-2009) - Ray Montez
- La desaparición de Delimar (2008) - Angel Cruz
- C.S.I. (2005-2007) - Danilo Zamesca
- Instinto asesino (2003) - Bobby Mazariegos
- For the People (2002-2003) - Michael Olivas / Atty. Michael Olivas
- General Hospital (1999-2002) - Roy DiLucca
- El lado salvaje del deseo (2000) - Peter Deutch
- Los siete magníficos (1999) - Raphael Cordero Martínez
- Memorias del corazón (1999) - Joe Vega
- El último ritual (1998) - Abogado Matt Santos
- Profiler (1996-1997) - Agente Nick "Coop" Cooper
- La ley de Los Ángeles (1990-1994) - Daniel Morales / Héctor Rodríguez
- Santa Barbara (1984-1992) - Cruz Castillo
- Whiz Kids (1983-1984) - Neal Quinn
- Crassie & Co. (1982) - Benny Silva
- Kung Fu (1974-1975) - Tigre Cantrell
- The Cowboys (1974) - Cimarrón
- Hawaii Five-0 (1973) - Pepe Olivares
- The New People (1969) - Gradis
- Misión imposible (1969) - hombre
- Nacido salvaje (1968) - Jhonny